# The Amazing Death Of Mrs. Müller
|  | Denne artikel er oprettet af botten PalnaBot ud fra en ekstern database. Den kan derfor have sproglige fejl eller mangler. Denne skabelon kan fjernes efter kontrol af indholdet. |

The Amazing Death Of Mrs. Müller er en film instrueret af Antonio Steve Tublén, Alexander Brøndsted.

## Handling
Døden vejer 5,25 kg.! Den perfekte husmor og talentfulde bowler Mrs. Müller bliver bisat liggende med hovedet nedad i kisten. Forklaringen er at finde til hendes største og sidste bowling turnering